# Futbol'nyj Klub Lokomotiv Moskva 1976

## Stagione
Nel 1976 il campionato sovietico era diviso in due e ha assegnato il titolo di campione al vincitore del torneo di primavera e a quello del torneo di autunno. La Lokomotiv Mosca si è classificata rispettivamente al quindicesimo e all'ottavo posto. Nella coppa nazionale, la squadra moscovita è stata eliminata agli ottavi di finale dall'Ararat.

## Rosa
| N. |                             | Ruolo | Calciatore          |
| -- | --------------------------- | ----- | ------------------- |
| -  | Unione Sovietica (bandiera) | P     | Valerij Samochin    |
| -  | Unione Sovietica (bandiera) | P     | Zoltan Miles        |
| -  | Unione Sovietica (bandiera) | P     | Valerij Novikov     |
| -  | Unione Sovietica (bandiera) | D     | Evgenij Aleksandrov |
| -  | Unione Sovietica (bandiera) | D     | Nikolaj Kalajčev    |
| -  | Unione Sovietica (bandiera) | D     | Sergej Kamzulin     |
| -  | Unione Sovietica (bandiera) | D     | Aleksej Ovčinnikov  |
| -  | Unione Sovietica (bandiera) | D     | Vladimir Peregoncev |
| -  | Unione Sovietica (bandiera) | C     | Jurij Sëmin         |
| -  | Unione Sovietica (bandiera) | C     | Vladimir Utkin      |

| N. |                             | Ruolo | Calciatore            |
| -- | --------------------------- | ----- | --------------------- |
| -  | Unione Sovietica (bandiera) | C     | Sergej Nikiforenko    |
| -  | Unione Sovietica (bandiera) | C     | Vladimir Rjachovskij  |
| -  | Unione Sovietica (bandiera) | C     | Aleksandr Aver'janov  |
| -  | Unione Sovietica (bandiera) | A     | Edward Harutunyan     |
| -  | Unione Sovietica (bandiera) | A     | Aleksandr Vasin       |
| -  | Unione Sovietica (bandiera) | A     | Valerij Gazzaev       |
| -  | Unione Sovietica (bandiera) | A     | Givi Nodia            |
| -  | Unione Sovietica (bandiera) | A     | Aleksandr Kozlovskich |
| -  | Unione Sovietica (bandiera) | A     | Vladimir Ėštrekov     |

## Risultati

### Campionato di primavera
| Vorošilovgrad 4 aprile 1976 1ª giornata | Zarja | 1 – 0 referto | Lokomotiv Mosca | Stadio Avangard |

| Kiev 11 aprile 1976 2ª giornata | Dinamo Kiev | 0 – 0 referto | Lokomotiv Mosca | Stadio Centrale di Kiev |

| Mosca 16 aprile 1976 3ª giornata | Lokomotiv Mosca | 0 – 1 referto | Karpaty | Stadio Lokomotiv |

| Odessa 25 aprile 1976 4ª giornata | Černomorec | 2 – 0 referto | Lokomotiv Mosca | Central'nyj stadion ČMP |

| Mosca 2 maggio 1976 5ª giornata | Spartak Mosca | 0 – 3 referto | Lokomotiv Mosca | Stadio Lenin |

| Mosca 9 maggio 1976 6ª giornata | Lokomotiv Mosca | 2 – 3 referto | Torpedo Mosca | Stadio Lokomotiv |

| Mosca 14 maggio 1976 7ª giornata | Lokomotiv Mosca | 2 – 3 referto | Dinamo Mosca | Stadio Lokomotiv |

| Kujbyšev 23 maggio 1976 8ª giornata | Kryl'ja Sovetov Kujbyšev | 3 – 0 referto | Lokomotiv Mosca | Stadio Metallurg (Samara) |

| Mosca 2 giugno 1976 9ª giornata | Lokomotiv Mosca | 2 – 1 referto | Zenit Leningrado | Stadio Lokomotiv |

| Minsk 8 giugno 1976 10ª giornata | Dinamo Minsk | 1 – 1 referto | Lokomotiv Mosca | Stadio Dinamo |

| Mosca 16 giugno 1976 11ª giornata | CSKA Mosca | 3 – 2 referto | Lokomotiv Mosca | Stadio Dinamo |

| Mosca 23 giugno 1976 12ª giornata | Lokomotiv Mosca | 2 – 0 referto | Dnepr | Stadio Lokomotiv |

| Mosca 19 maggio 1976 13ª giornata | Lokomotiv Mosca | 0 – 0 referto | Dinamo Tbilisi | Stadio Lokomotiv |

| Mosca 8 luglio 1976 14ª giornata | Lokomotiv Mosca | 1 – 2 referto | Šachtar | Stadio Lokomotiv |

| Erevan 13 luglio 1976 15ª giornata | Ararat | 3 – 2 referto | Lokomotiv Mosca | Stadio Hrazdan |

### Campionato d'autunno
| Minsk 14 agosto 1976 1ª giornata | Dinamo Minsk | 0 – 1 referto | Lokomotiv Mosca | Stadio Dinamo |

| Leningrado 26 agosto 1976 2ª giornata | Zenit Leningrado | 1 – 0 referto | Lokomotiv Mosca | Stadio Kirov |

| Mosca 21 agosto 1976 3ª giornata | Lokomotiv Mosca | 1 – 3 referto | Spartak Mosca | Stadio Lokomotiv |

| Mosca 31 agosto 1976 4ª giornata | Lokomotiv Mosca | 2 – 1 referto | Dinamo Kiev | Stadio Lokomotiv |

| Tbilisi 7 settembre 1976 5ª giornata | Dinamo Tbilisi | 0 – 0 referto | Lokomotiv Mosca | Stadio Lokomotivi |

| Leopoli 12 settembre 1976 6ª giornata | Karpaty | 4 – 1 referto | Lokomotiv Mosca | Stadio Družba |

| Mosca 20 settembre 1976 7ª giornata | Lokomotiv Mosca | 2 – 0 referto | Dnepr | Stadio Lokomotiv |

| Mosca 26 settembre 1976 8ª giornata | Lokomotiv Mosca | 0 – 1 referto | Torpedo Mosca | Stadio Lokomotiv |

| Mosca 3 ottobre 1976 9ª giornata | Dinamo Mosca | 1 – 0 referto | Lokomotiv Mosca | Stadio Dinamo |

| Mosca 11 ottobre 1976 10ª giornata | Lokomotiv Mosca | 3 – 0 referto | Ararat | Stadio Lokomotiv |

| Mosca 17 ottobre 1976 11ª giornata | Lokomotiv Mosca | 1 – 0 referto | CSKA Mosca | Stadio Lokomotiv |

| Mosca 26 ottobre 1976 12ª giornata | Lokomotiv Mosca | 0 – 0 referto | Kryl'ja Sovetov Kujbyšev | Stadio Lokomotiv |

| Odessa 30 ottobre 1976 13ª giornata | Černomorec | 1 – 1 referto | Lokomotiv Mosca | Central'nyj stadion ČMP |

| Mosca 5 novembre 1976 14ª giornata | Lokomotiv Mosca | 1 – 0 referto | Zarja | Stadio Lokomotiv |

| Donec'k 12 novembre 1976 15ª giornata | Šachtar | 1 – 0 referto | Lokomotiv Mosca | Stadio Centrale Šachtar |

### Kubok SSSR
| Andijan 27 marzo 1976 | Šinnik | 0 – 2 referto | Lokomotiv Mosca | Spartak Stadium |

| Mosca 5 maggio 1976 | Lokomotiv Mosca | 0 – 1 (d.t.s.) referto | Ararat | Stadio Lokomotiv |

## Statistiche

### Statistiche di squadra
| Competizione             | Punti | Totale | Totale | Totale | Totale | Totale | Totale | DR |
| Competizione             | Punti | G      | V      | N      | P      | Gf     | Gs     | DR |
| ------------------------ | ----- | ------ | ------ | ------ | ------ | ------ | ------ | -- |
| Vysšaja Liha (primavera) | 9     | 15     | 3      | 3      | 9      | 17     | 23     | -6 |
| Vysšaja Liha (autunno)   | 15    | 15     | 6      | 3      | 6      | 13     | 13     | 0  |
| Coppa dell'URSS          | -     | 2      | 1      | 0      | 1      | 2      | 1      | +1 |
| Totale                   | 24    | 32     | 10     | 6      | 16     | 32     | 37     | -5 |